# روبرت بيكر (لاعب هوكي جليد)
روبرت بيكر (بالإنجليزية: Robert Baker)‏ هو لاعب هوكي جليد أمريكي، ولد في 21 ديسمبر 1926 في ثيف ريفر فولز في الولايات المتحدة، وتوفي في 9 فبراير 2012 في رالي في الولايات المتحدة.

## وصلات خارجية
- روبرت بيكر على موقع EliteProspects.com (الإنجليزية)
- روبرت بيكر على موقع HockeyDB.com (الإنجليزية)
- روبرت بيكر على موقع أوليمبيديا (الإنجليزية)